# Лютцкендорф, Свен
Свен Лютцкендорф (род. 6 апреля 1985 года) - немецкий пловец в ластах.

## Карьера
Плаванием в ластах занимается с 2001 года. Тренирутся в лейпцигском клубе SC DHfK Leipzig у Дирка Франке. Специализируется в плавании в ластах, а на дистанции 1500 м в ластах является обладателем действующего мирового рекорда.
Двукратный чемпион мира, двукратный чемпион Европы. Серебряный призёр Всемирных игр 2009 года на дистанции 400 метров.